# Prinzessin Busenschön

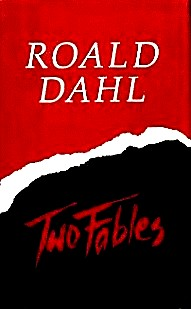
Two Fables, vordere Umschlagseite – 1986

Prinzessin Busenschön ist eine Kurzgeschichte und ein Kunstmärchen für Erwachsene des britischen Schriftstellers Roald Dahl (1916–1990). Sie wurde unter dem Originaltitel Princess Mammalia erstmals 1986 zusammen mit einer weiteren Kurzgeschichte (The Princess and the Poacher) in der Sammlung Two Fables veröffentlicht. Die deutsche Übersetzung wurde 1989 in der Sammlung Die Prinzessin und der Wilderer, die vier Kurzgeschichten von Roald Dahl enthält, herausgegeben.

## Handlung
Am Morgen ihres 17. Geburtstags betrachtet sich Prinzessin Busenschön im Spiegel und stellt fest, dass sie sich über Nacht von einem unattraktiven dicken Mädchen mit Specknacken in eine strahlende Schönheit verwandelt hat. Ihre Schönheit ist im wahrsten Sinne des Wortes so strahlend und blendend, dass ihre Betrachter ihre Augen zusammenkneifen müssen, um nicht zu erblinden. Diese außergewöhnliche Schönheit nutzt die Prinzessin nun aus, um Macht über die nach ihr heiß verlangenden Männer zu gewinnen und um sie zu beherrschen. Diese kommen aus sämtlichen gesellschaftlichen Schichten des Königreichs. Sie versuchen, die Gunst der Prinzessin durch teure Geschenke sowie durch Einladungen zu ausschweifenden Liebesmahlen an abgeschiedenen Plätzen zu erlangen. Nach mehreren Vorkommnissen verursacht durch männliche Bedienstete auf den Gängen im Königspalast, lässt der König, der sonst eigentlich ein gütiger und barmherziger Mann ist, alle männlichen Bediensteten kastrieren. Prinzessin Busenschön wird immer übermütiger und spielt ihre Macht über die nicht kastrierten Verehrer, die schließlich zu ihren Marionetten werden, immer stärker, grausamer und brutaler aus.
Schließlich ist die Prinzessin so machtbesessen, dass sie – ihre Mutter lebt nicht mehr – durch die Ermordung ihres Vaters als älteste von sieben Töchtern zur Königin aufsteigen will. Als Prinzessin Busenschön eines Abends wie gewohnt wieder auf den Balkon tritt, um den gewöhnlich massenhaft unten stehenden sexuell erregten Männern den Kopf zu verdrehen, steht dieses Mal nur ein alter, schmutziger und zerlumpter Bettler mit einem Stock unten. Er hat einen langen weißen Bart und schulterlange weiße Haare. Trotz anfänglicher Zurückweisung und Bedrohung durch die Prinzessin gibt er ihr den Rat, wie sie einen Feind sicher umbringen könne: Sie solle eine Auster 24 Stunden in einem Blumentopf vergraben und dann nach dem Ausgraben jeweils ein Tröpfchen des Saftes der verdorbenen und verfaulten Auster – auf keinen Fall mehr – auf jede der Austern träufeln, die dem zu Ermordenden zum Essen vorgesetzt werden sollen; dies würde nach furchtbaren Krämpfen zum Tod führen. Der Bettler verschwindet daraufhin, ohne zu sagen, wer er ist.
Am 18. Geburtstag der Prinzessin liegen bei der königlichen Tafel auf jedem Teller frische Austern. Vor dem Eintreffen der Gäste geht der König mit dem Verantwortlichen für die königliche Tafel, einem Eunuchen, um den angerichteten Tisch und fragt ihn, warum er denn die größten Austern auf den Teller des Königs legen ließ. Der Tafelaufseher antwortet, dass der König ja immer die besten Leckerbissen bekomme. Daraufhin lässt der König seinen Teller mit dem Teller von Prinzessin Busenschön mit der Begründung austauschen, dass diese ja das Geburtstagskind sei. Wiederholt erkundigt sich beim Geburtstagsmahl die Prinzessin bei ihrem Vater, wie ihm die Austern schmecken würden. Dieser bekundet, dass die Austern köstlich schmecken würden. Auf die Rückfrage des Königs lobt auch Prinzessin Busenschön den vortrefflichen Geschmack ihrer Austern. Noch am gleichen Abend wird die Prinzessin schwer krank und stirbt nach furchtbaren Krämpfen.
Am nächsten Morgen lässt der König den weißen Bart, die weiße Perücke, die zerlumpte Kleidung und den alten Stock von seinem Kammerdiener verbrennen mit dem Hinweis, man könne keine Kostümfeste feiern, während der Hof in Trauer sei.
Eindeutige Folgerung aus der Geschichte: Der König selbst hatte sich als Bettler verkleidet und hatte anscheinend von der Mordabsicht seiner Tochter gewusst. Die Grabende fiel letztendlich in ihre eigene Grube.